# Parafia św. Wawrzyńca w Lipie
Parafia św. Wawrzyńca w Lipie – jedna z 11 parafii rzymskokatolickich dekanatu radoszyckiego diecezji radomskiej.

## Historia
- Kościół pierwotny miał istnieć w 1129. Parafia zaś została erygowana przed 1416. W 1521 istniał tu kościół pw. św. Wawrzyńca i św. Katarzyny określany jako stary. Około 1636 została dobudowana do niego przez ks. Wawrzyńca Tadajewskiego i Bartłomieja Ruszeńskiego dziedzica kaplica pw. św. Rozalii i prawdopodobnie Matki Bożej Różańcowej. Obecny kościół powstał w 1761 z fundacji Ignacego Strzembosza, podczaszego podlaskiego. Poświęcenia świątyni dokonał w 1764 ks. Wawrzyniec Dziurkiewicz, proboszcz Fałkowa i dziekan żarnowski. Kościół był przerabiany i odnawiany gruntownie w 1831 i 1875. Jest budowlą orientowaną, jednonawową, częściowo drewnianą o konstrukcji zrębowej.

- Kościół pw. Najświętszej Maryi Panny Królowej Polski w Jakimowicach, według projektu architekta Zdzisława Wieka, zbudowany został w 1983 staraniem mieszkańców wiosek: Jakimowice, Jakimowice-Kolonia i Słomiana pod kierunkiem ks. Stefana Kozłowskiego. Poświęcił tę świątynię bp Edward Materski. Kościół jest zbudowany z czerwonej cegły.

## Zasięg parafii
- Do parafii należą wierni z miejscowości: Biały Ług, Cis, Greszczyn, Hucisko, Jakimowice, Lipa, Młotkowice, Słomiana, Szkucin[1].

## Proboszczowie
- 1942–1955 – ks. Paweł Rokicki
- 1955–1960 – ks. Aleksander Szczęsny
- 1960–1970 – ks. Józef Łobodziński
- 1971–1993 – ks. Stefan Kozłowski
- 1993–1996 – ks. Klemens Wlazło
- 1996–2014 – ks. Jan Adacha
- 2014–2022 – ks. Tomasz Waśkiewicz
- od 2022 – ks Marek Relidzyński